# Vòng đấu loại trực tiếp UEFA Europa League 2019–20
Vòng đấu loại trực tiếp UEFA Europa League 2019–20 bắt đầu vào ngày 20 tháng 2 và kết thúc vào ngày 21 tháng 8 năm 2020 với trận chung kết tại Sân vận động RheinEnergie ở Cologne, Đức, để xác định nhà vô địch của UEFA Europa League 2019-20. Tổng cộng có 32 đội cạnh tranh ở vòng đấu loại trực tiếp.
Thời gian theo múi giờ CET/CEST, như được liệt kê bởi UEFA (giờ địa phương, nếu khác nhau thì được hiển thị trong ngoặc).

## Các đội lọt vào
Vòng đấu loại trực tiếp bao gồm 32 đội: 24 đội vượt qua vòng bảng với tư cách đội nhất và nhì của mỗi bảng trong số 12 bảng của vòng bảng, và 8 đội đứng ba từ vòng bảng Champions League.

### Các đội nhất và nhì vòng bảng Europa League
| Bảng | Đội nhất bảng (được xếp vào nhóm hạt giống ở lễ bốc thăm vòng 32 đội) | Đội nhì bảng (được xếp vào nhóm không hạt giống ở lễ bốc thăm vòng 32 đội) |
| ---- | --------------------------------------------------------------------- | -------------------------------------------------------------------------- |
| A    | Sevilla                                                               | APOEL                                                                      |
| B    | Malmö FF                                                              | Copenhagen                                                                 |
| C    | Basel                                                                 | Getafe                                                                     |
| D    | LASK                                                                  | Sporting CP                                                                |
| E    | Celtic                                                                | CFR Cluj                                                                   |
| F    | Arsenal                                                               | Eintracht Frankfurt                                                        |
| G    | Porto                                                                 | Rangers                                                                    |
| H    | Espanyol                                                              | Ludogorets Razgrad                                                         |
| I    | Gent                                                                  | VfL Wolfsburg                                                              |
| J    | İstanbul Başakşehir                                                   | Roma                                                                       |
| K    | Braga                                                                 | Wolverhampton Wanderers                                                    |
| L    | Manchester United                                                     | AZ                                                                         |

### Các đội đứng ba vòng bảng Champions League
| Hạt giống | Bg | Đội               | ST | T | H | B | BT | BB | HS | Đ  | Xếp hạt giống                                               |
| --------- | -- | ----------------- | -- | - | - | - | -- | -- | -- | -- | ----------------------------------------------------------- |
| 1         | H  | Ajax              | 6  | 3 | 1 | 2 | 12 | 6  | +6 | 10 | Được xếp vào nhóm hạt giống ở lễ bốc thăm vòng 32 đội       |
| 2         | E  | Red Bull Salzburg | 6  | 2 | 1 | 3 | 16 | 13 | +3 | 7  | Được xếp vào nhóm hạt giống ở lễ bốc thăm vòng 32 đội       |
| 3         | F  | Inter Milan       | 6  | 2 | 1 | 3 | 10 | 9  | +1 | 7  | Được xếp vào nhóm hạt giống ở lễ bốc thăm vòng 32 đội       |
| 4         | G  | Benfica           | 6  | 2 | 1 | 3 | 10 | 11 | −1 | 7  | Được xếp vào nhóm hạt giống ở lễ bốc thăm vòng 32 đội       |
| 5         | D  | Bayer Leverkusen  | 6  | 2 | 0 | 4 | 5  | 9  | −4 | 6  | Được xếp vào nhóm không hạt giống ở lễ bốc thăm vòng 32 đội |
| 6         | C  | Shakhtar Donetsk  | 6  | 1 | 3 | 2 | 8  | 13 | −5 | 6  | Được xếp vào nhóm không hạt giống ở lễ bốc thăm vòng 32 đội |
| 7         | B  | Olympiacos        | 6  | 1 | 1 | 4 | 8  | 14 | −6 | 4  | Được xếp vào nhóm không hạt giống ở lễ bốc thăm vòng 32 đội |
| 8         | A  | Club Brugge       | 6  | 0 | 3 | 3 | 4  | 12 | −8 | 3  | Được xếp vào nhóm không hạt giống ở lễ bốc thăm vòng 32 đội |

## Thể thức
Mỗi cặp đấu ở vòng đấu loại trực tiếp, ngoại trừ trận chung kết, được diễn ra theo thể thức hai lượt, với mỗi đội chơi một lượt tại sân nhà. Đội nào ghi được tổng số bàn thắng nhiều hơn qua 2 lượt đi tiếp vào vòng tiếp theo. Nếu tổng tỉ số hòa, luật bàn thắng sân khách được áp dụng, nghĩa là đội ghi nhiều bàn thắng trên sân khách hơn qua 2 lượt đi tiếp. Nếu số bàn thắng sân khách vẫn bằng nhau, thì hiệp phụ được diễn ra. Luật bàn thắng sân khách tiếp tục được áp dụng sau hiệp phụ, nghĩa là nếu có bàn thắng được ghi trong thời gian hiệp phụ và tổng tỉ số vẫn hoà, thì đội khách đi tiếp nhờ có số bàn thắng sân khách ghi được nhiều hơn. Nếu không có bàn thắng nào được ghi trong thời gian hiệp phụ, thì cặp đấu được quyết định bằng loạt sút luân lưu. Ở trận chung kết, nơi diễn ra 1 trận duy nhất, nếu tỉ số hoà sau thời gian thi đấu chính thức, thì hiệp phụ được diễn ra, theo sau đó là loạt sút luân lưu nếu tỉ số vẫn hoà.

Cơ chế bốc thăm cho mỗi vòng như sau:
- Ở lễ bốc thăm cho vòng 32 đội, 12 đội nhất bảng và 4 đội đứng ba từ vòng bảng Champions League với thành tích vòng bảng tốt hơn được xếp vào nhóm hạt giống, và 12 đội nhì bảng và 4 đội đứng ba từ vòng bảng Champions League còn lại được xếp vào nhóm không hạt giống. Các đội hạt giống được xếp cặp để đối đầu với các đội không hạt giống, với các đội hạt giống làm đội chủ nhà cho trận lượt về. Các đội đến từ cùng bảng hoặc cùng hiệp hội không được xếp cặp để đối đầu với nhau.
- Ở lễ bốc thăm cho vòng 16 đội, vòng tứ kết và vòng bán kết, không có đội hạt giống, và các đội đến từ cùng bảng hoặc cùng hiệp hội có thể được xếp cặp để đối đầu với nhau. Vì bốc thăm vòng tứ kết và vòng bán kết được tổ chức cùng nhau trước khi vòng tứ kết được diễn ra, danh tính của đội thắng vòng tứ kết không được biết tại thời điểm bốc thăm vòng bán kết. Một lượt bốc thăm cũng được diễn ra để xác định đội "chủ nhà" cho trận chung kết (vì mục đích hành chính khi nó được tổ chức trên sân trung lập).

Vào ngày 17 tháng 6 năm 2020, UEFA thông báo rằng do đại dịch COVID-19 ở châu Âu, giai đoạn cuối của giải đấu có sự thay đổi về thể thức. Vòng tứ kết, bán kết và chung kết được diễn ra theo thể thức đấu một trận duy nhất từ ngày 10 đến ngày 21 tháng 8 năm 2020 ở các thành phố Cologne, Düsseldorf, Duisburg và Gelsenkirchen của Đức. Các trận đấu được diễn ra mà không có khán giả, mặc dù khán giả có thể được phép tuỳ theo việc xem xét lại tình hình và các quyết định của chính quyền quốc gia và địa phương.
Sau khi giải đấu trở lại vào tháng 8 năm 2020, mỗi đội được phép thay tối đa 5 cầu thủ, với cầu thủ thứ sáu được phép ở hiệp phụ. Tuy nhiên, mỗi đội chỉ có 3 cơ hội để thực hiện quyền thay người, với cơ hội thứ tư được áp dụng ở hiệp phụ, ngoại trừ quyền thay người được thực hiện ở thời gian nghỉ giữa giờ, trước khi bắt đầu hiệp phụ và quãng nghỉ giữa hai hiệp phụ. Điều này được thông qua sau đề xuất từ FIFA và được IFAB chấp thuận để giảm bớt tác động của lịch thi đấu dày đặc.
Ở vòng đấu loại trực tiếp, các đội đến từ cùng thành phố hoặc thành phố gần bên (ví dụ như Porto và Braga) không được xếp lịch để thi đấu tại sân nhà vào cùng ngày, vì lý do hậu cần và kiểm soát đám đông. Để tránh trường hợp mâu thuẫn lịch thi đấu, UEFA phải đưa ra một điều chỉnh. Đối với vòng 32 đội, nếu hai đội được xếp cặp để chơi tại sân nhà cho cùng lượt trận, trận đấu sân nhà của đội không phải là đội vô địch cúp quốc gia ở mùa giải vòng loại, hoặc đội với thứ hạng giải quốc nội thấp hơn (nếu không có đội nào là đội vô địch cúp quốc gia ví dụ như Braga cho mùa giải này), được chuyển từ Thứ Năm sang một ngày khác. Đối với vòng 16 đội, vòng tứ kết và vòng bán kết, nếu hai đội được xếp cặp để chơi tại sân nhà cho cùng lượt trận, thứ tự lượt trận của cặp đấu có bao gồm đội không phải là đội vô địch cúp quốc gia ở mùa giải vòng loại, hoặc đội với thứ hạng giải quốc nội thấp hơn, được đảo ngược từ lần bốc thăm ban đầu.

## Lịch thi đấu
Lịch thi đấu như sau (tất cả các lễ bốc thăm được tổ chức tại trụ sở UEFA ở Nyon, Thụy Sĩ).
Sau khi lượt đi vòng 16 đội được diễn ra, giải đấu đã bị hoãn vô thời hạn do đại dịch COVID-19 ở châu Âu. Trận chung kết, ban đầu dự kiến được diễn ra vào ngày 27 tháng 5 năm 2020, đã chính thức bị hoãn vào ngày 23 tháng 3 năm 2020. Một nhóm làm việc được thành lập để quyết định lịch của phần còn lại của mùa giải.
| Vòng        | Ngày bốc thăm                   | Lượt đi                                                    | Lượt về                                                    |
| ----------- | ------------------------------- | ---------------------------------------------------------- | ---------------------------------------------------------- |
| Vòng 32 đội | 16 tháng 12 năm 2019, lúc 13:00 | 20 tháng 2 năm 2020                                        | 27 tháng 2 năm 2020                                        |
| Vòng 16 đội | 28 tháng 2 năm 2020, lúc 13:00  | 12 tháng 3 năm 2020                                        | 5–6 tháng 8 năm 2020                                       |
| Tứ kết      | 10 tháng 7 năm 2020, lúc 13:00  | 10–11 tháng 8 năm 2020                                     | 10–11 tháng 8 năm 2020                                     |
| Bán kết     | 10 tháng 7 năm 2020, lúc 13:00  | 16–17 tháng 8 năm 2020                                     | 16–17 tháng 8 năm 2020                                     |
| Chung kết   | 10 tháng 7 năm 2020, lúc 13:00  | 21 tháng 8 năm 2020 tại Sân vận động RheinEnergie, Cologne | 21 tháng 8 năm 2020 tại Sân vận động RheinEnergie, Cologne |

1. ↑  2 cặp đấu vòng 16 đội chưa thi đấu lượt đi được diễn ra vào ngày 5–6 tháng 8 năm 2020.
2. ↑  Lượt về vòng 16 đội ban đầu dự kiến vào ngày 19 tháng 3 năm 2020
3. ↑  Lễ bốc thăm vòng tứ kết, vòng bán kết và chung kết ban đầu dự kiến vào ngày 20 tháng 3 năm 2020
4. ↑  Lượt đi vòng tứ kết ban đầu dự kiến vào ngày 9 tháng 4, và lượt về vào ngày 16 tháng 4 năm 2020
5. ↑  Lượt đi vòng bán kết ban đầu dự kiến vào ngày 30 tháng 4, và lượt về vào ngày 7 tháng 5 năm 2020
6. ↑  Trận chung kết ban đầu dự kiến vào ngày 27 tháng 5 năm 2020

Các trận đấu cũng có thể được diễn ra vào Thứ Ba hoặc Thứ Tư thay vì Thứ Năm như bình thường do mâu thuẫn lịch thi đấu.

## Nhánh đấu
|  | Vòng 32 đội             | Vòng 32 đội             | Vòng 32 đội       | Vòng 32 đội       |                            |                            | Vòng 16 đội                | Vòng 16 đội | Vòng 16 đội | Vòng 16 đội |  |  | Tứ kết | Tứ kết | Tứ kết | Tứ kết |  |  | Bán kết | Bán kết | Bán kết | Bán kết |  |  | Chung kết | Chung kết | Chung kết | Chung kết |
|  |                         |                         |                   |                   |                            |                            |                            |             |             |             |  |  |        |        |        |        |  |  |         |         |         |         |  |  |           |           |           |           |
|  |                         |                         |                   |                   |                            |                            |                            |             |             |             |  |  |        |        |        |        |  |  |         |         |         |         |  |  |           |           |           |           |
|  |                         |                         |                   |                   |                            |                            |                            |             |             |             |  |  |        |        |        |        |  |  |         |         |         |         |  |  |           |           |           |           |
|  | Olympiacos (h.p.; a)    | 0                       | 2                 | 2                 |                            |                            |                            |             |             |             |  |  |        |        |        |        |  |  |         |         |         |         |  |  |           |           |           |           |
|  | Olympiacos (h.p.; a)    | 0                       | 2                 | 2                 |                            |                            |                            |             |             |             |  |  |        |        |        |        |  |  |         |         |         |         |  |  |           |           |           |           |
|  | Arsenal                 | 1                       | 1                 | 2                 |                            |                            |                            |             |             |             |  |  |        |        |        |        |  |  |         |         |         |         |  |  |           |           |           |           |
|  | Arsenal                 | 1                       | 1                 | 2                 | Olympiacos                 | 1                          | 0                          | 1           |             |             |  |  |        |        |        |        |  |  |         |         |         |         |  |  |           |           |           |           |
|  |                         |                         |                   |                   | Olympiacos                 | 1                          | 0                          | 1           |             |             |  |  |        |        |        |        |  |  |         |         |         |         |  |  |           |           |           |           |
|  |                         | Wolverhampton Wanderers | 1                 | 1                 | 2                          |                            |                            |             |             |             |  |  |        |        |        |        |  |  |         |         |         |         |  |  |           |           |           |           |
|  | Wolverhampton Wanderers | Wolverhampton Wanderers | 1                 | 1                 | 2                          | 4                          | 2                          | 6           |             |             |  |  |        |        |        |        |  |  |         |         |         |         |  |  |           |           |           |           |
|  | Wolverhampton Wanderers |                         |                   |                   |                            | 4                          | 2                          | 6           |             |             |  |  |        |        |        |        |  |  |         |         |         |         |  |  |           |           |           |           |
|  | Espanyol                | 0                       | 3                 | 3                 |                            |                            |                            |             |             |             |  |  |        |        |        |        |  |  |         |         |         |         |  |  |           |           |           |           |
|  | Espanyol                | 0                       | 3                 | 3                 | Wolverhampton Wanderers    | Wolverhampton Wanderers    | Wolverhampton Wanderers    | 0           |             |             |  |  |        |        |        |        |  |  |         |         |         |         |  |  |           |           |           |           |
|  |                         |                         |                   |                   | Wolverhampton Wanderers    | Wolverhampton Wanderers    | Wolverhampton Wanderers    | 0           |             |             |  |  |        |        |        |        |  |  |         |         |         |         |  |  |           |           |           |           |
|  |                         | Sevilla                 | Sevilla           | Sevilla           | 1                          |                            |                            |             |             |             |  |  |        |        |        |        |  |  |         |         |         |         |  |  |           |           |           |           |
|  | CFR Cluj                | Sevilla                 | Sevilla           | Sevilla           | 1                          | 1                          | 0                          | 1           |             |             |  |  |        |        |        |        |  |  |         |         |         |         |  |  |           |           |           |           |
|  | CFR Cluj                |                         |                   |                   |                            | 1                          | 0                          | 1           |             |             |  |  |        |        |        |        |  |  |         |         |         |         |  |  |           |           |           |           |
|  | Sevilla (a)             | 1                       | 0                 | 1                 |                            |                            |                            |             |             |             |  |  |        |        |        |        |  |  |         |         |         |         |  |  |           |           |           |           |
|  | Sevilla (a)             | 1                       | 0                 | 1                 | Sevilla                    | Sevilla                    | Sevilla                    | 2           |             |             |  |  |        |        |        |        |  |  |         |         |         |         |  |  |           |           |           |           |
|  |                         |                         |                   |                   | Sevilla                    | Sevilla                    | Sevilla                    | 2           |             |             |  |  |        |        |        |        |  |  |         |         |         |         |  |  |           |           |           |           |
|  |                         | Roma                    | Roma              | Roma              | 0                          |                            |                            |             |             |             |  |  |        |        |        |        |  |  |         |         |         |         |  |  |           |           |           |           |
|  | Roma                    | Roma                    | Roma              | Roma              | 0                          | 1                          | 1                          | 2           |             |             |  |  |        |        |        |        |  |  |         |         |         |         |  |  |           |           |           |           |
|  | Roma                    |                         |                   |                   |                            | 1                          | 1                          | 2           |             |             |  |  |        |        |        |        |  |  |         |         |         |         |  |  |           |           |           |           |
|  | Gent                    | 0                       | 1                 | 1                 |                            |                            |                            |             |             |             |  |  |        |        |        |        |  |  |         |         |         |         |  |  |           |           |           |           |
|  | Gent                    | 0                       | 1                 | 1                 | Sevilla                    | Sevilla                    | Sevilla                    | 2           |             |             |  |  |        |        |        |        |  |  |         |         |         |         |  |  |           |           |           |           |
|  |                         |                         |                   |                   | Sevilla                    | Sevilla                    | Sevilla                    | 2           |             |             |  |  |        |        |        |        |  |  |         |         |         |         |  |  |           |           |           |           |
|  |                         | Manchester United       | Manchester United | Manchester United | 1                          |                            |                            |             |             |             |  |  |        |        |        |        |  |  |         |         |         |         |  |  |           |           |           |           |
|  | AZ                      | Manchester United       | Manchester United | Manchester United | 1                          | 1                          | 0                          | 1           |             |             |  |  |        |        |        |        |  |  |         |         |         |         |  |  |           |           |           |           |
|  | AZ                      |                         |                   |                   |                            | 1                          | 0                          | 1           |             |             |  |  |        |        |        |        |  |  |         |         |         |         |  |  |           |           |           |           |
|  | LASK                    | 1                       | 2                 | 3                 |                            |                            |                            |             |             |             |  |  |        |        |        |        |  |  |         |         |         |         |  |  |           |           |           |           |
|  | LASK                    | 1                       | 2                 | 3                 | LASK                       | 0                          | 1                          | 1           |             |             |  |  |        |        |        |        |  |  |         |         |         |         |  |  |           |           |           |           |
|  |                         |                         |                   |                   | LASK                       | 0                          | 1                          | 1           |             |             |  |  |        |        |        |        |  |  |         |         |         |         |  |  |           |           |           |           |
|  |                         | Manchester United       | 5                 | 2                 | 7                          |                            |                            |             |             |             |  |  |        |        |        |        |  |  |         |         |         |         |  |  |           |           |           |           |
|  | Club Brugge             | Manchester United       | 5                 | 2                 | 7                          | 1                          | 0                          | 1           |             |             |  |  |        |        |        |        |  |  |         |         |         |         |  |  |           |           |           |           |
|  | Club Brugge             |                         |                   |                   |                            | 1                          | 0                          | 1           |             |             |  |  |        |        |        |        |  |  |         |         |         |         |  |  |           |           |           |           |
|  | Manchester United       | 1                       | 5                 | 6                 |                            |                            |                            |             |             |             |  |  |        |        |        |        |  |  |         |         |         |         |  |  |           |           |           |           |
|  | Manchester United       | 1                       | 5                 | 6                 | Manchester United (s.h.p.) | Manchester United (s.h.p.) | Manchester United (s.h.p.) | 1           |             |             |  |  |        |        |        |        |  |  |         |         |         |         |  |  |           |           |           |           |
|  |                         |                         |                   |                   | Manchester United (s.h.p.) | Manchester United (s.h.p.) | Manchester United (s.h.p.) | 1           |             |             |  |  |        |        |        |        |  |  |         |         |         |         |  |  |           |           |           |           |
|  |                         | Copenhagen              | Copenhagen        | Copenhagen        | 0                          |                            |                            |             |             |             |  |  |        |        |        |        |  |  |         |         |         |         |  |  |           |           |           |           |
|  | Sporting CP             | Copenhagen              | Copenhagen        | Copenhagen        | 0                          | 3                          | 1                          | 4           |             |             |  |  |        |        |        |        |  |  |         |         |         |         |  |  |           |           |           |           |
|  | Sporting CP             |                         |                   |                   |                            | 3                          | 1                          | 4           |             |             |  |  |        |        |        |        |  |  |         |         |         |         |  |  |           |           |           |           |
|  | İstanbul Başakşehir     | 1                       | 4                 | 5                 |                            |                            |                            |             |             |             |  |  |        |        |        |        |  |  |         |         |         |         |  |  |           |           |           |           |
|  | İstanbul Başakşehir     | 1                       | 4                 | 5                 | İstanbul Başakşehir        | 1                          | 0                          | 1           |             |             |  |  |        |        |        |        |  |  |         |         |         |         |  |  |           |           |           |           |
|  |                         |                         |                   |                   | İstanbul Başakşehir        | 1                          | 0                          | 1           |             |             |  |  |        |        |        |        |  |  |         |         |         |         |  |  |           |           |           |           |
|  |                         | Copenhagen              | 0                 | 3                 | 3                          |                            |                            |             |             |             |  |  |        |        |        |        |  |  |         |         |         |         |  |  |           |           |           |           |
|  | Copenhagen              | Copenhagen              | 0                 | 3                 | 3                          | 1                          | 3                          | 4           |             |             |  |  |        |        |        |        |  |  |         |         |         |         |  |  |           |           |           |           |
|  | Copenhagen              |                         |                   |                   | 21 tháng 8 – Cologne       | 1                          | 3                          | 4           |             |             |  |  |        |        |        |        |  |  |         |         |         |         |  |  |           |           |           |           |
|  | Celtic                  | 1                       | 1                 | 2                 |                            |                            |                            |             |             |             |  |  |        |        |        |        |  |  |         |         |         |         |  |  |           |           |           |           |
|  | Celtic                  | 1                       | 1                 | 2                 | Sevilla                    | Sevilla                    | Sevilla                    | 3           |             |             |  |  |        |        |        |        |  |  |         |         |         |         |  |  |           |           |           |           |
|  |                         |                         |                   |                   | Sevilla                    | Sevilla                    | Sevilla                    | 3           |             |             |  |  |        |        |        |        |  |  |         |         |         |         |  |  |           |           |           |           |
|  |                         | Inter Milan             | Inter Milan       | Inter Milan       | 2                          |                            |                            |             |             |             |  |  |        |        |        |        |  |  |         |         |         |         |  |  |           |           |           |           |
|  | Ludogorets Razgrad      | Inter Milan             | Inter Milan       | Inter Milan       | 2                          | 0                          | 1                          | 1           |             |             |  |  |        |        |        |        |  |  |         |         |         |         |  |  |           |           |           |           |
|  | Ludogorets Razgrad      |                         |                   |                   |                            | 0                          | 1                          | 1           |             |             |  |  |        |        |        |        |  |  |         |         |         |         |  |  |           |           |           |           |
|  | Inter Milan             | 2                       | 2                 | 4                 |                            |                            |                            |             |             |             |  |  |        |        |        |        |  |  |         |         |         |         |  |  |           |           |           |           |
|  | Inter Milan             | 2                       | 2                 | 4                 | Inter Milan                | Inter Milan                | Inter Milan                | 2           |             |             |  |  |        |        |        |        |  |  |         |         |         |         |  |  |           |           |           |           |
|  |                         |                         |                   |                   | Inter Milan                | Inter Milan                | Inter Milan                | 2           |             |             |  |  |        |        |        |        |  |  |         |         |         |         |  |  |           |           |           |           |
|  |                         | Getafe                  | Getafe            | Getafe            | 0                          |                            |                            |             |             |             |  |  |        |        |        |        |  |  |         |         |         |         |  |  |           |           |           |           |
|  | Getafe                  | Getafe                  | Getafe            | Getafe            | 0                          | 2                          | 1                          | 3           |             |             |  |  |        |        |        |        |  |  |         |         |         |         |  |  |           |           |           |           |
|  | Getafe                  |                         |                   |                   |                            | 2                          | 1                          | 3           |             |             |  |  |        |        |        |        |  |  |         |         |         |         |  |  |           |           |           |           |
|  | Ajax                    | 0                       | 2                 | 2                 |                            |                            |                            |             |             |             |  |  |        |        |        |        |  |  |         |         |         |         |  |  |           |           |           |           |
|  | Ajax                    | 0                       | 2                 | 2                 | Inter Milan                | Inter Milan                | Inter Milan                | 2           |             |             |  |  |        |        |        |        |  |  |         |         |         |         |  |  |           |           |           |           |
|  |                         |                         |                   |                   | Inter Milan                | Inter Milan                | Inter Milan                | 2           |             |             |  |  |        |        |        |        |  |  |         |         |         |         |  |  |           |           |           |           |
|  |                         | Bayer Leverkusen        | Bayer Leverkusen  | Bayer Leverkusen  | 1                          |                            |                            |             |             |             |  |  |        |        |        |        |  |  |         |         |         |         |  |  |           |           |           |           |
|  | Rangers                 | Bayer Leverkusen        | Bayer Leverkusen  | Bayer Leverkusen  | 1                          | 3                          | 1                          | 4           |             |             |  |  |        |        |        |        |  |  |         |         |         |         |  |  |           |           |           |           |
|  | Rangers                 |                         |                   |                   |                            | 3                          | 1                          | 4           |             |             |  |  |        |        |        |        |  |  |         |         |         |         |  |  |           |           |           |           |
|  | Braga                   | 2                       | 0                 | 2                 |                            |                            |                            |             |             |             |  |  |        |        |        |        |  |  |         |         |         |         |  |  |           |           |           |           |
|  | Braga                   | 2                       | 0                 | 2                 | Rangers                    | 1                          | 0                          | 1           |             |             |  |  |        |        |        |        |  |  |         |         |         |         |  |  |           |           |           |           |
|  |                         |                         |                   |                   | Rangers                    | 1                          | 0                          | 1           |             |             |  |  |        |        |        |        |  |  |         |         |         |         |  |  |           |           |           |           |
|  |                         | Bayer Leverkusen        | 3                 | 1                 | 4                          |                            |                            |             |             |             |  |  |        |        |        |        |  |  |         |         |         |         |  |  |           |           |           |           |
|  | Bayer Leverkusen        | Bayer Leverkusen        | 3                 | 1                 | 4                          | 2                          | 3                          | 5           |             |             |  |  |        |        |        |        |  |  |         |         |         |         |  |  |           |           |           |           |
|  | Bayer Leverkusen        |                         |                   |                   |                            | 2                          | 3                          | 5           |             |             |  |  |        |        |        |        |  |  |         |         |         |         |  |  |           |           |           |           |
|  | Porto                   | 1                       | 1                 | 2                 |                            |                            |                            |             |             |             |  |  |        |        |        |        |  |  |         |         |         |         |  |  |           |           |           |           |
|  | Porto                   | 1                       | 1                 | 2                 | Inter Milan                | Inter Milan                | Inter Milan                | 5           |             |             |  |  |        |        |        |        |  |  |         |         |         |         |  |  |           |           |           |           |
|  |                         |                         |                   |                   | Inter Milan                | Inter Milan                | Inter Milan                | 5           |             |             |  |  |        |        |        |        |  |  |         |         |         |         |  |  |           |           |           |           |
|  |                         | Shakhtar Donetsk        | Shakhtar Donetsk  | Shakhtar Donetsk  | 0                          |                            |                            |             |             |             |  |  |        |        |        |        |  |  |         |         |         |         |  |  |           |           |           |           |
|  | VfL Wolfsburg           | Shakhtar Donetsk        | Shakhtar Donetsk  | Shakhtar Donetsk  | 0                          | 2                          | 3                          | 5           |             |             |  |  |        |        |        |        |  |  |         |         |         |         |  |  |           |           |           |           |
|  | VfL Wolfsburg           |                         |                   |                   |                            | 2                          | 3                          | 5           |             |             |  |  |        |        |        |        |  |  |         |         |         |         |  |  |           |           |           |           |
|  | Malmö FF                | 1                       | 0                 | 1                 |                            |                            |                            |             |             |             |  |  |        |        |        |        |  |  |         |         |         |         |  |  |           |           |           |           |
|  | Malmö FF                | 1                       | 0                 | 1                 | VfL Wolfsburg              | 1                          | 0                          | 1           |             |             |  |  |        |        |        |        |  |  |         |         |         |         |  |  |           |           |           |           |
|  |                         |                         |                   |                   | VfL Wolfsburg              | 1                          | 0                          | 1           |             |             |  |  |        |        |        |        |  |  |         |         |         |         |  |  |           |           |           |           |
|  |                         | Shakhtar Donetsk        | 2                 | 3                 | 5                          |                            |                            |             |             |             |  |  |        |        |        |        |  |  |         |         |         |         |  |  |           |           |           |           |
|  | Shakhtar Donetsk        | Shakhtar Donetsk        | 2                 | 3                 | 5                          | 2                          | 3                          | 5           |             |             |  |  |        |        |        |        |  |  |         |         |         |         |  |  |           |           |           |           |
|  | Shakhtar Donetsk        |                         |                   |                   |                            | 2                          | 3                          | 5           |             |             |  |  |        |        |        |        |  |  |         |         |         |         |  |  |           |           |           |           |
|  | Benfica                 | 1                       | 3                 | 4                 |                            |                            |                            |             |             |             |  |  |        |        |        |        |  |  |         |         |         |         |  |  |           |           |           |           |
|  | Benfica                 | 1                       | 3                 | 4                 | Shakhtar Donetsk           | Shakhtar Donetsk           | Shakhtar Donetsk           | 4           |             |             |  |  |        |        |        |        |  |  |         |         |         |         |  |  |           |           |           |           |
|  |                         |                         |                   |                   | Shakhtar Donetsk           | Shakhtar Donetsk           | Shakhtar Donetsk           | 4           |             |             |  |  |        |        |        |        |  |  |         |         |         |         |  |  |           |           |           |           |
|  |                         | Basel                   | Basel             | Basel             | 1                          |                            |                            |             |             |             |  |  |        |        |        |        |  |  |         |         |         |         |  |  |           |           |           |           |
|  | Eintracht Frankfurt     | Basel                   | Basel             | Basel             | 1                          | 4                          | 2                          | 6           |             |             |  |  |        |        |        |        |  |  |         |         |         |         |  |  |           |           |           |           |
|  | Eintracht Frankfurt     |                         |                   |                   |                            | 4                          | 2                          | 6           |             |             |  |  |        |        |        |        |  |  |         |         |         |         |  |  |           |           |           |           |
|  | Red Bull Salzburg       | 1                       | 2                 | 3                 |                            |                            |                            |             |             |             |  |  |        |        |        |        |  |  |         |         |         |         |  |  |           |           |           |           |
|  | Red Bull Salzburg       | 1                       | 2                 | 3                 | Eintracht Frankfurt        | 0                          | 0                          | 0           |             |             |  |  |        |        |        |        |  |  |         |         |         |         |  |  |           |           |           |           |
|  |                         |                         |                   |                   | Eintracht Frankfurt        | 0                          | 0                          | 0           |             |             |  |  |        |        |        |        |  |  |         |         |         |         |  |  |           |           |           |           |
|  |                         | Basel                   | 3                 | 1                 | 4                          |                            |                            |             |             |             |  |  |        |        |        |        |  |  |         |         |         |         |  |  |           |           |           |           |
|  | APOEL                   | Basel                   | 3                 | 1                 | 4                          | 0                          | 0                          | 0           |             |             |  |  |        |        |        |        |  |  |         |         |         |         |  |  |           |           |           |           |
|  | APOEL                   |                         |                   |                   |                            | 0                          | 0                          | 0           |             |             |  |  |        |        |        |        |  |  |         |         |         |         |  |  |           |           |           |           |
|  | Basel                   | 3                       | 1                 | 4                 |                            |                            |                            |             |             |             |  |  |        |        |        |        |  |  |         |         |         |         |  |  |           |           |           |           |
|  | Basel                   | 3                       | 1                 | 4                 |                            |                            |                            |             |             |             |  |  |        |        |        |        |  |  |         |         |         |         |  |  |           |           |           |           |

## Vòng 32 đội
Lễ bốc thăm cho vòng 32 đội được tổ chức vào ngày 16 tháng 12 năm 2019, lúc 13:00 CET.

### Tóm tắt
Lượt đi được diễn ra vào ngày 20 tháng 2, và lượt về được diễn ra vào ngày 26, 27 và 28 tháng 2 năm 2020.

| Đội 1                   | TTS     | Đội 2               | Lượt đi | Lượt về      |
| ----------------------- | ------- | ------------------- | ------- | ------------ |
| Wolverhampton Wanderers | 6–3     | Espanyol            | 4–0     | 2–3          |
| Sporting CP             | 4–5     | İstanbul Başakşehir | 3–1     | 1–4 (s.h.p.) |
| Getafe                  | 3–2     | Ajax                | 2–0     | 1–2          |
| Bayer Leverkusen        | 5–2     | Porto               | 2–1     | 3–1          |
| Copenhagen              | 4–2     | Celtic              | 1–1     | 3–1          |
| APOEL                   | 0–4     | Basel               | 0–3     | 0–1          |
| CFR Cluj                | 1–1 (a) | Sevilla             | 1–1     | 0–0          |
| Olympiacos              | 2–2 (a) | Arsenal             | 0–1     | 2–1 (s.h.p.) |
| AZ                      | 1–3     | LASK                | 1–1     | 0–2          |
| Club Brugge             | 1–6     | Manchester United   | 1–1     | 0–5          |
| Ludogorets Razgrad      | 1–4     | Inter Milan         | 0–2     | 1–2          |
| Eintracht Frankfurt     | 6–3     | Red Bull Salzburg   | 4–1     | 2–2          |
| Shakhtar Donetsk        | 5–4     | Benfica             | 2–1     | 3–3          |
| VfL Wolfsburg           | 5–1     | Malmö FF            | 2–1     | 3–0          |
| Roma                    | 2–1     | Gent                | 1–0     | 1–1          |
| Rangers                 | 4–2     | Braga               | 3–2     | 1–0          |

### Các trận đấu
| Wolverhampton Wanderers          | 4–0      | Espanyol |
| -------------------------------- | -------- | -------- |
| - Jota 15', 67', 81' - Neves 52' | Chi tiết |          |

| Espanyol                          | 3–2      | Wolverhampton Wanderers    |
| --------------------------------- | -------- | -------------------------- |
| - Calleri 16', 57' (ph.đ.), 90+1' | Chi tiết | - Traoré 22' - Doherty 79' |

Wolverhampton Wanderers thắng với tổng tỷ số 6–3.
| Sporting CP                           | 3–1      | İstanbul Başakşehir |
| ------------------------------------- | -------- | ------------------- |
| - Coates 3' - Šporar 44' - Vietto 51' | Chi tiết | - Višća 77' (ph.đ.) |

| İstanbul Başakşehir                                    | 4–1 (s.h.p.) | Sporting CP  |
| ------------------------------------------------------ | ------------ | ------------ |
| - Škrtel 31' - Aleksić 45' - Višća 90+2', 119' (ph.đ.) | Chi tiết     | - Vietto 68' |

İstanbul Başakşehir thắng với tổng tỷ số 5–4.
| Getafe                         | 2–0      | Ajax |
| ------------------------------ | -------- | ---- |
| - Deyverson 38' - Kenedy 90+3' | Chi tiết |      |

| Ajax                               | 2–1      | Getafe    |
| ---------------------------------- | -------- | --------- |
| - Danilo 10' - Oliveira 63' (l.n.) | Chi tiết | - Mata 5' |

Getafe thắng với tổng tỷ số 3–2.
| Bayer Leverkusen                   | 2–1      | Porto      |
| ---------------------------------- | -------- | ---------- |
| - Alario 29' - Havertz 57' (ph.đ.) | Chi tiết | - Díaz 73' |

| Porto        | 1–3      | Bayer Leverkusen                          |
| ------------ | -------- | ----------------------------------------- |
| - Marega 65' | Chi tiết | - Alario 10' - Demirbay 50' - Havertz 58' |

Bayer Leverkusen thắng với tổng tỷ số 5–2.
| Copenhagen   | 1–1      | Celtic        |
| ------------ | -------- | ------------- |
| - N'Doye 52' | Chi tiết | - Édouard 14' |

| Celtic                | 1–3      | Copenhagen                           |
| --------------------- | -------- | ------------------------------------ |
| - Édouard 83' (ph.đ.) | Chi tiết | - Santos 51' - Biel 85' - N'Doye 88' |

Copenhagen thắng với tổng tỷ số 4–2.
| APOEL | 0–3      | Basel                                     |
| ----- | -------- | ----------------------------------------- |
|       | Chi tiết | - Petretta 16' - Stocker 53' - Arthur 66' |

| Basel                 | 1–0      | APOEL |
| --------------------- | -------- | ----- |
| - F. Frei 38' (ph.đ.) | Chi tiết |       |

Basel thắng với tổng tỷ số 4–0.
| CFR Cluj           | 1–1      | Sevilla         |
| ------------------ | -------- | --------------- |
| - Deac 59' (ph.đ.) | Chi tiết | - En-Nesyri 82' |

| Sevilla | 0–0      | CFR Cluj |
| ------- | -------- | -------- |
|         | Chi tiết |          |

Tổng tỷ số 1–1. Sevilla thắng nhờ bàn thắng sân khách.
| Olympiacos | 0–1      | Arsenal         |
| ---------- | -------- | --------------- |
|            | Chi tiết | - Lacazette 81' |

| Arsenal           | 1–2 (s.h.p.) | Olympiacos                  |
| ----------------- | ------------ | --------------------------- |
| - Aubameyang 113' | Chi tiết     | - Cissé 53' - El-Arabi 120' |

Tổng tỷ số 2–2. Olympiacos thắng nhờ bàn thắng sân khách.
| AZ                        | 1–1      | LASK        |
| ------------------------- | -------- | ----------- |
| - Koopmeiners 86' (ph.đ.) | Chi tiết | - Raguž 26' |

| LASK                     | 2–0      | AZ |
| ------------------------ | -------- | -- |
| - Raguž 44' (ph.đ.), 50' | Chi tiết |    |

LASK thắng với tổng tỷ số 3–1.
| Club Brugge  | 1–1      | Manchester United |
| ------------ | -------- | ----------------- |
| - Dennis 15' | Chi tiết | - Martial 36'     |

| Manchester United                                                      | 5–0      | Club Brugge |
| ---------------------------------------------------------------------- | -------- | ----------- |
| - Fernandes 27' (ph.đ.) - Ighalo 34' - McTominay 41' - Fred 82', 90+3' | Chi tiết |             |

Manchester United thắng với tổng tỷ số 6–1.
| Ludogorets Razgrad | 0–2      | Inter Milan                          |
| ------------------ | -------- | ------------------------------------ |
|                    | Chi tiết | - Eriksen 71' - Lukaku 90+5' (ph.đ.) |

| Inter Milan                  | 2–1      | Ludogorets Razgrad |
| ---------------------------- | -------- | ------------------ |
| - Biraghi 32' - Lukaku 45+4' | Chi tiết | - Cauly 26'        |

Inter Milan thắng với tổng tỷ số 4–1.
| Eintracht Frankfurt                 | 4–1      | Red Bull Salzburg            |
| ----------------------------------- | -------- | ---------------------------- |
| - Kamada 12', 43', 53' - Kostić 56' | Chi tiết | - Hwang Hee-chan 85' (ph.đ.) |

| Red Bull Salzburg         | 2–2      | Eintracht Frankfurt |
| ------------------------- | -------- | ------------------- |
| - Ulmer 10' - Onguéné 72' | Chi tiết | - Silva 30', 83'    |

Eintracht Frankfurt thắng với tổng tỷ số 6–3.
| Shakhtar Donetsk              | 2–1      | Benfica             |
| ----------------------------- | -------- | ------------------- |
| - Patrick 56' - Kovalenko 72' | Chi tiết | - Pizzi 67' (ph.đ.) |

| Benfica                           | 3–3      | Shakhtar Donetsk                                 |
| --------------------------------- | -------- | ------------------------------------------------ |
| - Pizzi 9' - Dias 36' - Silva 47' | Chi tiết | - Dias 12' (l.n.) - Stepanenko 49' - Patrick 71' |

Shakhtar Donetsk thắng với tổng tỷ số 5–4.
| VfL Wolfsburg                     | 2–1      | Malmö FF             |
| --------------------------------- | -------- | -------------------- |
| - Brekalo 49' - Thelin 62' (l.n.) | Chi tiết | - Thelin 47' (ph.đ.) |

| Malmö FF | 0–3      | VfL Wolfsburg                             |
| -------- | -------- | ----------------------------------------- |
|          | Chi tiết | - Brekalo 42' - Gerhardt 65' - Victor 69' |

VfL Wolfsburg thắng với tổng tỷ số 5–1.
| Roma        | 1–0      | Gent |
| ----------- | -------- | ---- |
| - Pérez 13' | Chi tiết |      |

| Gent        | 1–1      | Roma           |
| ----------- | -------- | -------------- |
| - David 25' | Chi tiết | - Kluivert 29' |

Roma thắng với tổng tỷ số 2–1.
| Rangers                     | 3–2      | Braga                       |
| --------------------------- | -------- | --------------------------- |
| - Hagi 67', 82' - Aribo 75' | Chi tiết | - Fransérgio 11' - Ruiz 59' |

| Braga | 0–1      | Rangers    |
| ----- | -------- | ---------- |
|       | Chi tiết | - Kent 61' |

Rangers thắng với tổng tỷ số 4–2.

## Vòng 16 đội
Lễ bốc thăm cho vòng 16 đội được tổ chức vào ngày 28 tháng 2 năm 2020, lúc 13:00 CET.

### Tóm tắt
6 trong số 8 trận đấu lượt đi được diễn ra vào ngày 12 tháng 3, trong khi các trận đấu lượt đi còn lại và tất cả các trận đấu lượt về đã bị hoãn bởi UEFA do những lo ngại về đại dịch COVID-19. Vào ngày 17 tháng 6 năm 2020, UEFA thông báo rằng lượt về được diễn ra vào ngày 5–6 tháng 8 năm 2020. Vào tháng 7 năm 2020, họ xác nhận rằng các trận đấu lượt về được diễn ra tại sân vận động của đội chủ nhà như bình thường. Đối với hai cặp đấu chưa diễn ra lượt đi, các trận đấu thay vào đó được diễn ra theo thể thức đấu một trận duy nhất, được diễn ra tại một sân trung lập ở Đức.
| Đội 1               | TTS | Đội 2 | Lượt đi | Lượt về |
| ------------------- | --- | --- | ------- | ------- |
| İstanbul Başakşehir | 1–3 | Copenhagen | 1–0     | 0–3     |
| Olympiacos          | 1–2 | Wolverhampton Wanderers | 1–1     | 0–1     |
| Rangers             | 1–4 | Bayer Leverkusen | 1–3     | 0–1     |
| VfL Wolfsburg       | 1–5 | Shakhtar Donetsk | 1–2     | 0–3     |
| Inter Milan         | 2–0 | Getafe\|\|colspan="2" rowspan="2" data-sort-value="" style="background: var(--background-color-interactive, #ececec); color: var(--color-base, inherit); vertical-align: middle; text-align: center; " class="table-na" \| |         |         |
| Sevilla             | 2–0 | Roma |         |         |
| Eintracht Frankfurt | 0–4 | Basel | 0–3     | 0–1     |
| LASK                | 1–7 | Manchester United | 0–5     | 1–2     |

### Các trận đấu
| İstanbul Başakşehir | 1–0      | Copenhagen |
| ------------------- | -------- | ---------- |
| - Višća 88' (ph.đ.) | Chi tiết |            |

| Copenhagen                        | 3–0      | İstanbul Başakşehir |
| --------------------------------- | -------- | ------------------- |
| - Wind 4', 53' (ph.đ.) - Falk 62' | Chi tiết |                     |

Copenhagen thắng với tổng tỷ số 3–1.
| Olympiacos     | 1–1      | Wolverhampton Wanderers |
| -------------- | -------- | ----------------------- |
| - El-Arabi 54' | Chi tiết | - Neto 67'              |

| Wolverhampton Wanderers | 1–0      | Olympiacos |
| ----------------------- | -------- | ---------- |
| - Jiménez 9' (ph.đ.)    | Chi tiết |            |

Wolverhampton Wanderers thắng với tổng tỷ số 2–1.
| Rangers         | 1–3      | Bayer Leverkusen                                  |
| --------------- | -------- | ------------------------------------------------- |
| - Edmundson 75' | Chi tiết | - Havertz 37' (ph.đ.) - Aránguiz 67' - Bailey 88' |

| Bayer Leverkusen | 1–0      | Rangers |
| ---------------- | -------- | ------- |
| - Diaby 51'      | Chi tiết |         |

Bayer Leverkusen thắng với tổng tỷ số 4–1.
| VfL Wolfsburg | 1–2      | Shakhtar Donetsk                  |
| ------------- | -------- | --------------------------------- |
| - Brooks 48'  | Chi tiết | - Moraes 17' - Marcos Antônio 73' |

| Shakhtar Donetsk                    | 3–0      | VfL Wolfsburg |
| ----------------------------------- | -------- | ------------- |
| - Moraes 89', 90+3' - Solomon 90+1' | Chi tiết |               |

Shakhtar Donetsk thắng với tổng tỷ số 5–1.
| Inter Milan                | 2–0      | Getafe |
| -------------------------- | -------- | ------ |
| - Lukaku 33' - Eriksen 83' | Chi tiết |        |

| Sevilla                        | 2–0      | Roma |
| ------------------------------ | -------- | ---- |
| - Reguilón 22' - En-Nesyri 44' | Chi tiết |      |

| Eintracht Frankfurt | 0–3      | Basel                            |
| ------------------- | -------- | -------------------------------- |
|                     | Chi tiết | - Campo 27' - Bua 73' - Frei 85' |

| Basel      | 1–0      | Eintracht Frankfurt |
| ---------- | -------- | ------------------- |
| - Frei 88' | Chi tiết |                     |

Basel thắng với tổng tỷ số 4–0.
| LASK | 0–5      | Manchester United                                                     |
| ---- | -------- | --------------------------------------------------------------------- |
|      | Chi tiết | - Ighalo 28' - James 58' - Mata 82' - Greenwood 90+2' - Pereira 90+3' |

| Manchester United           | 2–1      | LASK            |
| --------------------------- | -------- | --------------- |
| - Lingard 57' - Martial 88' | Chi tiết | - Wiesinger 55' |

Manchester United thắng với tổng tỷ số 7–1.

## Tứ kết
Lễ bốc thăm cho vòng tứ kết được tổ chức vào ngày 10 tháng 7 năm 2020.

### Tóm tắt
Các trận đấu được diễn ra từ ngày 10 và 11 tháng 8 năm 2020.
| Đội 1                   | Tỉ số        | Đội 2            |
| ----------------------- | ------------ | ---------------- |
| Shakhtar Donetsk        | 4–1          | Basel            |
| Manchester United       | 1–0 (s.h.p.) | Copenhagen       |
| Inter Milan             | 2–1          | Bayer Leverkusen |
| Wolverhampton Wanderers | 0–1          | Sevilla          |

### Các trận đấu
| Shakhtar Donetsk                                          | 4–1      | Basel                   |
| --------------------------------------------------------- | -------- | ----------------------- |
| - Moraes 2' - Taison 22' - Patrick 75' (ph.đ.) - Dodô 88' | Chi tiết | - Van Wolfswinkel 90+2' |

| Manchester United       | 1–0 (s.h.p.) | Copenhagen |
| ----------------------- | ------------ | ---------- |
| - Fernandes 95' (ph.đ.) | Chi tiết     |            |

| Inter Milan                | 2–1      | Bayer Leverkusen |
| -------------------------- | -------- | ---------------- |
| - Barella 15' - Lukaku 21' | Chi tiết | - Havertz 25'    |

| Wolverhampton Wanderers | 0–1      | Sevilla       |
| ----------------------- | -------- | ------------- |
|                         | Chi tiết | - Ocampos 88' |

## Bán kết
Lễ bốc thăm cho vòng bán kết được tổ chức vào ngày 10 tháng 7 năm 2020 (sau khi bốc thăm vòng tứ kết).

### Tóm tắt
Các trận đấu được diễn ra vào ngày 16 và 17 tháng 8 năm 2020.
| Đội 1       | Tỉ số | Đội 2             |
| ----------- | ----- | ----------------- |
| Sevilla     | 2–1   | Manchester United |
| Inter Milan | 5–0   | Shakhtar Donetsk  |

### Các trận đấu
| Sevilla                  | 2–1      | Manchester United      |
| ------------------------ | -------- | ---------------------- |
| - Suso 26' - De Jong 78' | Chi tiết | - Fernandes 9' (ph.đ.) |

| Inter Milan                                            | 5–0      | Shakhtar Donetsk |
| ------------------------------------------------------ | -------- | ---------------- |
| - Martínez 19', 74' - D'Ambrosio 64' - Lukaku 78', 84' | Chi tiết |                  |

## Chung kết
Trận chung kết được diễn ra tại Sân vận động RheinEnergie ở Cologne. Đội "chủ nhà" (vì mục đích hành chính) được xác định bằng một lượt bốc thăm bổ sung được tổ chức sau khi bốc thăm vòng tứ kết và vòng bán kết.
| Sevilla                                | 3–2      | Inter Milan                     |
| -------------------------------------- | -------- | ------------------------------- |
| - De Jong 12', 33' - Lukaku 74' (l.n.) | Chi tiết | - Lukaku 5' (ph.đ.) - Godín 36' |